# 제러드 위버
제러드 데이비드 위버(Jered David Weaver, 1982년 10월 4일 ~ )는 미국의 야구 선수이자 전 메이저 리그 샌디에이고 파드리스의 선수이다.

## 생애

### 메이저 리그 이전
캘리포니아 주립대학교 롱비치 캠퍼스에 재학중인 3년간 37승 9패, 2,43의 방어율과 370이닝을 던지며 431개의 탈삼진(학교기록), 특히 3학년 때인 2004년에는 15승 1패, 1.62의 방어율과 144이닝을 던지며 213개의 탈삼진(1시즌 학교기록)이라는 엄청난 성적으로 전미 아마추어 최우수선수에게 주어지는 골든스파이크 상과 전미 대학 최우수선수에게 주어지는 로저 클레멘스 상을 같이 수상하는 등 훌륭한 성적을 남겼다.
이러한 대학시절의 활약으로 인해 2004년에 있었던 MLB드래프트에서는 엄청나게 주목받는 선수였다. 하지만, 에이전트가 스콧 보라스여서 그런지 지명을 회피하는 구단들이 속출하기 시작했다. 그래도 자산가인 아르테 모레노 구단주가 밀어줘서 애너하임 에인절스로부터 1라운드 전체 12위로 지명을 받았다. 하지만, 수완가인 보라스와의 교섭은 예상대로 매끈하게 진행되지 못하고, 다음해에 있을 드래프트에 다시 참여할지도 모른다는 걱정에 사로잡혔지만, 결국에는 교섭기한직전날인 5월 31일에 계약을 맺는다.

### 로스앤젤레스 에인절스
계약 후에는 공백기가 있었지만, 마이너 리그 베이스볼에서 15경기에 선발로 등판해 3.91의 방어율과 7승 4패라는 좋은 성적을 남긴다. 2006년에는 트리플A로 승격된다. 트리플A에서도 리그 방어율 2위, 탈삼진 1위를 기록하고, 구단기록인 케빈 그렉에 이어 27.1이닝 연속 무실점을 기록하는 등 좋은 컨디션을 유지했다. 게다가, 바톨로 콜론의 부상자 명단 등록도 있어서 준비가 되어 있던 위버를 에스테반 얀을 대신해 메이저 리그로 승격시킨다. 승격 다음날인 27일에 있었던 볼티모어 오리올스전에서 선발로 등판하여 7이닝 무실점으로 훌륭한 첫승리를 거둔다. 그 후에도 4연승을 하는 등 좋은 활약을 보였지만, 콜론이 돌아오면서 일단 트리플A로 내려가기도 한다. 하지만, 형인 제프 위버가 좋지 못한 성적을 거두자 세인트루이스 카디널스로 가게 되고, 6월 30일에 다시 재승격된다. 그 후에도 전과 같이 연승을 기록하며 8월 18일에 있었던 시애틀 매리너스전까지 이기며 리그 타이기록인 데뷔 이후 9연승을 기록하며 화려하게 메이저 리그 커리어를 시작한다.
2009년 6월 20일에 있었던 로스앤젤레스 다저스전에서는 형인 제프 위버와 선발 대결을 펼치게 된다. 이것은 2002년에 있었던 앤디 베네스와 앨런 베네스의 형제 대결 이래 처음이며, 1967년에 처음 펼쳐졌던 형제간의 대결 이후로는 16번째 형제간의 대결이다. 이 경기에서 제러드는 5.1이닝 동안 6실점을 하며 패전투수가 된다. 또, 진기한 장면이 목격되는데, 위버 형제의 양친이 경기장에 방문하여 입은 유니폼이 반은 다저스, 반은 에인절스의 유니폼으로 되어 있었기 때문이다. 이는 형제대결을 응원하기 위해 특수제작된 유니폼이었다고 한다.
2011년에는 개막전부터 좋은 컨디션을 보였으며, 7월 11일까지 11승 4패, 1.86의 방어율을 기록하며 올스타전의 선발투수로 낙점되었다. 8월 21일에는 5년 총액 8,500만 달러의 대형계약을 맺으며 에인절스와의 계약을 연장한다. 다음 시즌이 끝나면 FA가 되어 엄청난 대형계약을 맺을 것으로 기대되었기에 에이전트인 보라스는 반대했지만, 위버는 태어나서 자신이 성장한 캘리포니아에 있는 에인절스를 선택했다. 그 해 방어율은 리그 2위인 2.41을 기록하는데, 이것은 1위인 저스틴 벌랜더와의 차가 겨우 0.004밖에 나지 않았다. 이것은 타자 2명을 상대해서 막아내면 역전이 가능한 수치였다.
2012년에는 대기록을 달성하게 되는데, 5월 2일에 있었던 미네소타 트윈스전에서 노히트노런을 기록한다. 2회에 있었던 낫아웃과 7회에 기록한 볼넷으로 인해 출루를 허용했기 때문에, 29명의 타자를 상대해서 9개의 탈삼진을 빼앗았다. 5월 28일에는 허리에 통증을 느껴 15일 부상자 명단에 등록된다. 하지만, 복귀 후에는 에이스로서 분투하고, 9월 28일에 있었던 텍사스 레인저스전에서는 자신의 최고기록인 20승을 기록하며 2012년 다승왕이 된다.
2013년에는 시즌 시작 이후 2경기 동안 1패, 4.91의 방어율을 기록하며 좋지못한 출발을 하고 있었는데, 4월 8일에 있었던 텍사스 레인저스에서 미치 모어랜드의 타구를 피하는 과정에서 왼쪽 팔꿈치를 땅에 부딪히며 부러지게 된다. 그로 인해 15일 부상자 명단에 들어가며 7주 정도를 빠지게 된다. 하지만 5월 30일에 있었던 복귀전에서 지역 라이벌인 로스앤젤레스 다저스를 상대로 6이닝 5피안타 무사사구 7탈삼진 1실점이라는 좋은 투구내용을 보이며 시즌 첫승을 거두며 좋은 복귀식을 갖는다. 부상으로 인해 풀타임으로 뛰기 시작한 2007년 이후에 커리어에서 제일 적은 154.1이닝을 던진다. 그래도, 11승을 챙기며 에이스로서의 면모를 발휘한다.
2014년에는 전시즌의 부상을 털어내며 34경기에 선발등판하여 자신의 커리어에서 3번째로 많은 213.1이닝을 던진다. 시즌 기록은 18승 9패, 3.59의 방어율을 기록하며 2012년에 이어서 자신의 커리어에서 2번째로 다승왕을 차지하게 된다.

## 선수로서의 특징
GO/AO(땅볼 아웃/플라이 아웃)의 통산이 0.6대로 메이저 리그에서도 굴지의 플라이 볼 투수이다. 원래는 포심 위주로 공을 던졌지만, 최근에는 투심을 많이 던지고 있다. 그 외에도 체인지업과 슬라이더, 커브를 주로 던진다. 속구의 구속은 85~89mph로 낮은 편이지만, 극단적으로 3루측으로 가는 투구폼과 장신의 키와 긴 팔이 맞물려 공에 큰 각도를 주고, 변칙적인 투구폼까지 더해져 타자가 상대하기 아주 곤란하다.

## 생활
형은 메이저 리그의 선수인 제프 위버이다. 긴 장발의 모습은 형인 제프와 많이 닮아 있다.
2009년에 교통사고로 사망한 팀동료인 닉 아덴하트의 이니셜을 마운드의 흙에 쓴 다음 등판하고 있다.

## 수상 경력
- 다승 1위 2회 : 2012년, 2014년
- 탈삼진 1위 1회 : 2010년
- 노히트노런 1회 : 2012년 5월 2일 미네소타 트윈스전
- 이 달의 투수 1회 : 2011년 4월
- 메이저 리그 올스타전 선출 3회 : 2010년 ~ 2012년

## 연도별 투구 성적
| 연 도     | 소 속     | 등 판 | 선 발 | 완 투 | 완 봉 | 무 4 구 | 승 리 | 패 전 | 세 이 브 | 홀 드 | 승 률 | 타 자 | 이 닝  | 피 안 타 | 피 홈 런 | 볼 넷 | 고 4 | 몸 맞 | 탈 삼 진 | 폭 투 | 보 크 | 실 점 | 자 책 점 | 평 자 책 | W H I P |
| --------- | --------- | ----- | ----- | ----- | ----- | ------- | ----- | ----- | -------- | ----- | ----- | ----- | ------ | -------- | -------- | ----- | ---- | ----- | -------- | ----- | ----- | ----- | -------- | -------- | ------- |
| 2006년    | LAA       | 19    | 19    | 0     | 0     | 0       | 11    | 2     | 0        | 0     | .846  | 490   | 123.0  | 94       | 15       | 33    | 1    | 3     | 105      | 2     | 0     | 36    | 35       | 2.56     | 1.03    |
| 2007년    | LAA       | 28    | 28    | 0     | 0     | 0       | 13    | 7     | 0        | 0     | .650  | 695   | 161.0  | 178      | 17       | 45    | 3    | 2     | 115      | 4     | 0     | 77    | 70       | 3.91     | 1.39    |
| 2008년    | LAA       | 30    | 30    | 0     | 0     | 0       | 11    | 10    | 0        | 0     | .524  | 745   | 176.2  | 173      | 20       | 54    | 4    | 6     | 152      | 3     | 0     | 88    | 85       | 4.33     | 1.28    |
| 2009년    | LAA       | 33    | 33    | 4     | 2     | 1       | 16    | 8     | 0        | 0     | .667  | 882   | 211.0  | 196      | 26       | 66    | 3    | 4     | 174      | 3     | 0     | 91    | 88       | 3.75     | 1.24    |
| 2010년    | LAA       | 34    | 34    | 0     | 0     | 0       | 13    | 12    | 0        | 0     | .520  | 905   | 224.1  | 187      | 23       | 54    | 0    | 0     | 233      | 7     | 1     | 83    | 75       | 3.01     | 1.07    |
| 2011년    | LAA       | 33    | 33    | 4     | 2     | 1       | 18    | 8     | 0        | 0     | .692  | 926   | 235.2  | 182      | 20       | 56    | 0    | 3     | 198      | 8     | 0     | 65    | 63       | 2.41     | 1.01    |
| 2012년    | LAA       | 30    | 30    | 3     | 2     | 2       | 20    | 5     | 0        | 0     | .800  | 739   | 188.2  | 147      | 20       | 45    | 0    | 4     | 142      | 2     | 0     | 63    | 59       | 2.81     | 1.02    |
| 2013년    | LAA       | 24    | 24    | 0     | 0     | 0       | 11    | 8     | 0        | 0     | .579  | 634   | 154.1  | 139      | 17       | 37    | 0    | 7     | 117      | 2     | 0     | 58    | 56       | 3.27     | 1.14    |
| 2014년    | LAA       | 34    | 34    | 1     | 0     | 0       | 18    | 9     | 0        | 0     | .667  | 888   | 213.1  | 193      | 27       | 65    | 1    | 6     | 169      | 3     | 0     | 87    | 85       | 3.59     | 1.21    |
| 통산：9년 | 통산：9년 | 265   | 265   | 12    | 6     | 4       | 131   | 69    | 0        | 0     | .655  | 6904  | 1688.0 | 1489     | 185      | 445   | 12   | 35    | 1405     | 34    | 1     | 648   | 616      | 3.28     | 1.15    |

- 2014시즌 종료 기준.
- 각년도의 굵은 글씨는 리그 최고.

## 출신 학교
- 시미밸리 고등학교
- 캘리포니아 주립대학교 롱비치 캠퍼스